# Réquiem para un corazón de cristal
Réquiem para un corazón de cristal es una novela del norteamericano David Lindsey, fechado de 1996. En esta se cuenta la historia de Irina Ismaylova y Cate Cuevas, dos seres de mundos y vidas diferentes, que por cosas del destino se terminan cruzando, ayudándose mutuamente para cumplir con un objetivo común: matar a Sergai Krupatin, un siniestro líder de la mafia Rusa. Irina es una asesina profesional, mata con métodos únicos sin dejar rastro alguno, pero ella no lo hace por placer o dinero, sino porque es una esclava de Sergei. Por otro lado esta Cate una agente especial del FBI, que es asignada al caso más peligroso de su carrera, pues debe infiltrarse en el contingente ruso. 

## Trama
La mafia se ha considerado como un problema que afecta al mundo desde hace mucho tiempo y son varias las organizaciones secretas que se han dedicado a perseguir y destruir estos grupos que están en contra de la ley. Réquiem para un corazón de cristal narra cómo una organización secreta de espionaje norteamericano está buscando la forma de dar fin con uno de los más grandes líderes de la mafia rusa: Sergei Krupatin. Para eso necesitan infiltrar a una agente encubierta en una de las reuniones secretas que este hombre está organizando en Houston y en la que están involucrados otros líderes de la mafia italiana y japonesa. 
Es así que Cate Cuevas es enviada junto con uno de los hombres que trabaja para Krupatin para lograr averiguar que busca hacer este en Estados Unidos (y por supuesto atraparlo). Lo que nunca sospecharon los agentes del FBI es que la verdadera conexión la iba a tener gracias a Irina Ismaylova. Una mujer que por amor a su hija se convirtió en una asesina profesional, pues trabajaba para el líder ruso porque tenía secuestrada a su hija. En general la historia se centra en cómo estas dos mujeres, con vidas tan diferentes, tienen un objetivo común y cómo logran alcanzarlo una vez se unen.

## Tema
El libro juega todo el tiempo con varios temas que se van entremezclando, por un lado está la mafia,  pues en la historia se mencionan varios países que son reconocidos mundialmente por transportar armas, drogas y productos de manera ilegal. En esta se da una descripción detallada de cómo es la forma de vida de los líderes de la mafia, cómo están organizados y cómo establecen negocios o alianzas entre diferentes organizaciones.  Este es el eje central de toda la novela y alrededor de este giran otros que pueden llegar ser más relevantes.  Por ejemplo el papel de la mujer, pues en la historia la muestran como un ser independiente, inteligente y fuerte, ya que sus protagonistas son dos mujeres que saben de qué manera actuar y reaccionar frente a los problemas y cada situación a la que se enfrentan, sin importar si arriesgan su vida. Aunque también se hace la contraposición para mostrarla como un objeto sexual, como una simple marioneta dispuesta hacer lo que se le diga, tal como sucede con estas dos mujeres sin importar si están siendo lideradas por la mafia o el FBI. 